# FK Belasica Strumica
FK Belasica (makedonski: Фк Беласица) sjevernomakedonski je nogometni klub iz Strumice. Trenutačno se natječe u Drugoj ligi Makedonije.

## Povijest
Klub je osnovan 22. travnja 1922. godine u kavani Taše Todorova, gdje se okupilo pedesetak inicijatora na osnivačkoj skupštini nogometnog kluba Belasica Strumica. Prema dokumentima, prvi sastanak održan je 13. kolovoza 1922. na kojem je Đorđi Moskov izabran za predsjednika, Tomi Kujundžiev za tajnika i Rosto Perov za blagajnika. Prva utakmica u klupskoj povijesti bila je protiv Pobede iz Skoplja, gdje je Belasica izgubila rezultatom 1:0.
Njihov popularni nadimak je Klokani, a najbolje razdoblje su im bile 1980-e kada su dvaput osvojili republičko prvenstvo Makedonije. U to vrijeme klub je uglavnom igrao u Saveznoj drugoj ligi s momčadima iz šest saveznih republika. Belasica je bila poznata i kao Belasica GC, jer je Geras Cunev bio glavni sponzor. U makedonskoj prvoj ligi najveći uspjeh postigli su pod vodstvom Vanča Takovskog početkom 2000-ih kada su dvaput bili viceprvaci makedonske Prve lige. Nogometna reprezentacija Sjeverne Makedonije imala je mnogo igrača koji su potekli iz omladinskog pogona Belasice. Među njima su: Goran Pandev, Aco Stojkov, Dragan Stojkov, Igor Đuzelov, Robert Popov, Goran Popov, Zoran Baldovaliev, Dančo Masev i Goran Maznov.
Klub je dvaput bio drugi u makedonskoj Prvoj ligi (2001./02. i 2002./03.)
Klub je 2015. godine kupio makedonski kickboxer Slavčo Vaskov-Pinda.
Najistaknutiji igrač koji je potekao iz Belasice je Goran Pandev, umirovljeni sjevernomakedonski reprezentativac i najbolji strijelac reprezentacije u povijesti.

## Stadion
Stadion Blagoj Istatov (do 26. rujna 2019. poznat kao Stadion Mladost) je višenamjenski stadion u Strumici, Republika Sjeverna Makedonija. Trenutno se uglavnom koristi za nogometne utakmice, a kapacitet stadiona je 6500 gledatelja. Posljednjom rekonstrukcijom 2017. godine stadion ima kapacitet od 9200 sjedećih mjesta te je teren treće klase prema standardima UEFA-e. Zadovoljava uvjete za visoki rang natjecanja i drugi je takav stadion u zemlji.

## Uspjesi
Makedonska republička nogometna liga
- 1955./56., 1957./58., 1982./83., 1987./88.

Makedonski republički nogometni kup
- 1983./84., 1985./86.

Druga makedonska nogometna liga
- 2017./18., 2019./20.

## Teteks u europskim natjecanjima
| Sezona    | Natjecanje | Kolo     |  | Klub    | Rezultat |
| --------- | ---------- | -------- |  | ------- | -------- |
| 2002./03. | Kup UEFA   | Pretkolo |  | Leixões | 2:2, 1:2 |
| 2003./04. | Kup UEFA   | Pretkolo |  | Celje   | 2:7, 0:5 |

## Vanjske poveznice
- Službena web-stranica  Arhivirana inačica izvorne stranice od 16. kolovoza 2023. (Wayback Machine)